# AJ+
AJ+ est un média en ligne qatarien appartenant au groupe Al Jazeera Media Network, lui-même détenu par l'État du Qatar.
Se présentant comme progressiste, ce média est critiqué pour sa complaisance envers le Qatar, dont il dépend, pour son double discours sur les violations des droits humains en fonction du lieu où elles sont commises ainsi que pour son dénigrement, tantôt explicite, tantôt sous-jacent, des valeurs et des gouvernements occidentaux.
Pour ces raisons, d'aucuns considèrent AJ+ davantage comme un « outil de propagande » que comme un réel média d'information,,.

## Histoire
Le média voit le jour en 2014 au sein du groupe Al Jazeera Media Network, mais la version française, en décembre 2017. Il opte pour un format s'éloignant des médias traditionnels en utilisant comme support des vidéos courtes diffusées sur les réseaux sociaux, comme YouTube, Facebook ou Twitter.
Se voulant plus « moderne », le média les partage sur les réseaux sociaux afin de toucher le segment des « personnes qui ont un mode de consommation de l'information différent » et les plus jeunes,.

## Ligne éditoriale et collusions avec le Qatar
Interrogée en 2018 par Libération, la directrice de la rédaction Dima Khatib, syrienne et palestinienne, explique vouloir « être la voix de tout le monde », et « offrir plus d’espace aux moins privilégiés, faire entendre la voix de ceux qui n’en ont pas ».
La ligne éditoriale de la rédaction française mêle sujet d'actualité et reportages insolites, propres à favoriser leur partage. Les thématiques ayant trait à l’égalité des sexes, aux droits LGBT+, aux discriminations et à la préservation de l’environnement s'inscrivent dans l'optique progressiste du site. Quoique AJ+ se dise indépendant du régime qatarien, son ton se révèle généralement très critique envers Israël et l'Arabie saoudite (deux pays rivaux de l'émirat) et largement complaisant avec les violations des droits au Qatar. Le média est par ailleurs aussi disert sur l'intolérance occidentale à l'égard des LGBT qu'il est muet sur les actes de torture et la peine de mort appliquée à cette même communauté au Qatar, et plus généralement sur les violations des droits de l'homme au Moyen-Orient, excepté Israël.
Selon l'Institut national de l'audiovisuel, AJ+ se distingue par une ligne rédactionnelle officiellement progressiste, féministe et LGBT-friendly pour séduire les jeunes connectés, mais ne présente en réalité la plupart du temps qu'un seul point de vue orienté, par exemple sur la notion de race, le conflit israélo-palestinien, l'affaire Tariq Ramadan, le port du voile islamique, donnant à ce titre la parole à des militants du controversé Parti des indigènes de la République.
Ce média fait l'objet de critiques de la part du journal Marianne qui y voit sous couvert d'un progressisme féministe et LGBT un outil de propagande du Qatar dont une « fascination pour la notion de races, l'omniprésence des indigènes de la République, l'obsession pour le conflit israélo-palestinien, la promotion du voile, des partis pris et un soutien à Tariq Ramadan ». En effet, l'utilisation d'un paradigme intersectionnel proche des études postcoloniales permettrait de défendre les vues du Qatar, notamment en matière religieuse, les musulmans tenant ici lieu de victimes de l'oppression occidentale.
Si les prises de position sociétales sur les femmes ou les LGBT peuvent surprendre alors qu'aucune femme ne siège au Parlement du Qatar, qu'Amnesty International dénonce « les discriminations dans la législation et dans la pratique » et que l'émirat est une monarchie de droit divin autoritaire prônant la charia, où la flagellation et la peine de mort sont en vigueur, il faut selon l'universitaire Mohamed El Oifi comprendre ainsi une forme de stratégie : « Al-Jazira ouvre son antenne à toutes les oppositions - sauf à celles du Qatar -, c'est la chaîne de toutes les contestations, de défense des gens marginalisés, le porte-voix des peuples. […] AJ+ ne change pas de ligne éditoriale mais d'interlocuteur. Pour capter un public jeune et radical, elle adapte ses contenus ». Ainsi, AJ+ n'a jamais présenté de contenu sur le Qatar, tandis que, note Marianne « d'innombrables faits divers sont égrenés sans cesse dans le but transparent d'instiller l'idée que l'islamophobie et le racisme sont omniprésents en France ».
Dénonçant en la succursale francophone d'Al Jazeera « un instrument du soft power de l'émirat du Golfe », l'hebdomadaire relève également qu'une enquête de la chaîne sur les conditions de travail des ouvriers dans l'émirat qatarien se transforme en « un spot promotionnel pour le Qatar ».
Il en va de même pour Libération, qui y voit un « outil de soft power » du régime de Doha : « Sur le plan diplomatique, seuls deux pays semblent exister à ses yeux. L’Arabie saoudite, ennemie intime du Qatar, qu'AJ+ pilonne pour son rôle dans la guerre du Yémen. Et Israël, traité à sens unique, en oppresseur du peuple palestinien », rapporte le journaliste Jérôme Lefilliâtre.
En août 2019, AJ+ provoque un tollé sur les réseaux sociaux lorsque le média affirme que la pensée des Lumières est à l'origine du suprémacisme blanc, notamment en faisant tenir à Montesquieu des propos erronés. Face à la polémique, AJ+ retire la vidéo incriminée.

### Diffusion d'une vidéo aux « accents négationnistes »
En mai 2019, le média avait déjà été dénoncé par Conspiracy Watch après la publication d'une vidéo « aux relents négationnistes » sur sa déclinaison en langue arabe. Libération, qui parle d'une vidéo aux « accents négationnistes », rapporte : 

« Dans la vidéo, les deux journalistes affirmaient que la « narration » sur les Nazis ayant tué six millions de Juifs pendant la Seconde Guerre mondiale (1939-1945) avait été « adoptée par le mouvement sioniste ». »

Les deux journalistes sont par la suite suspendus par le groupe Al Jazeera Media Network.